# Автошлях Т 1505
Автошлях Т 1505 — автомобільний шлях територіального значення в Херсонській та Миколаївській областях. Проходить територією Білозерського та Снігурівського районів. Загальна довжина — 63 км.